# هاکوب گیورجیان
هاکوب مارگاری گیورجیان (ارمنی: Հակոբ Մարգարի Գյուրջյան؛ ۱۷ دسامبر ۱۸۸۱ – ۲۸ مارس ۱۹۴۸) مجسمه‌ساز ارمنی‌تبار اهل فرانسه بود.

## زندگی‌نامه
در ۱۷ دسامبر ۱۸۸۱ در شوشی به دنیا آمد. وی در Shusha Realni School، آکادمی ژولیان در پاریس و در استودیوی اگوست رودن تحصیل نمود. در بین سال‌های ۱۹۱۴ تا ۱۹۲۱ وی در مسکو فعالیت می‌کرد. ولادیمیر لنین در جریان افتتاح یک بنیای یادبود اثر گیورجیان شرکت نمود. از سال ۱۹۲۱ وی در پاریس زندگی می‌کرد. وی بیش از ۳۰۰ پرتره مجسمه‌سازی پدیدآورده است از جمله معروفترین آنها می‌توان به فیودور شالیاپین، سرگئی راخمانینف، لودویگ فان بتهوون، واهان دریان، ماردیروس ساریان، گریگوری یاکولوف و همچنین دیانا، زن برهنه، بلوغ و بسیاری دیگر اشاره کرد. مجموعه بزرگی از آثار گیورجیان در نگارخانه ملی ارمنستان نگهداری می‌شود. وی در ۲۸ مارس ۱۹۴۸ در سن ۶۶ سالگی در پاریس درگذشت.

## نگارخانه

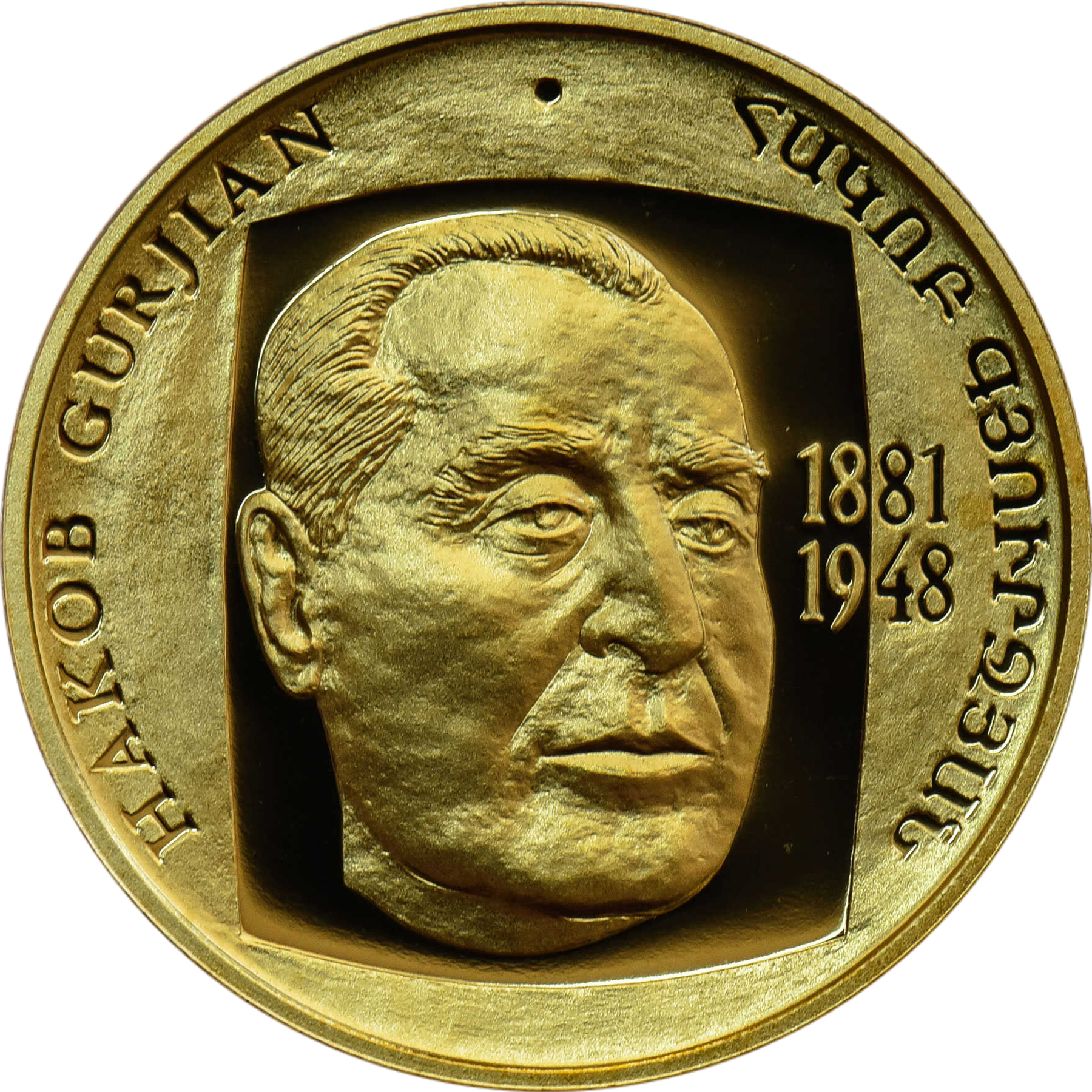